# بلک ادر (نسخه آزمایشی)
بلک ادر (انگلیسی: The Black Adder) نسخهٔ آزمایشی و پخش‌نشدهٔ فصل اولِ مجموعهٔ تلویزیونی بلک‌ادر است که در ۲۰ ژوئن ۱۹۸۲ فیلم‌برداری شد.  وقایع این قسمت در قرن ۱۶ میلادی و در عصر الیزابت می‌گذرد، حال آنکه داستان فصل اول از این مجموعه‌سریال یعنی بلک ادر در ۱۴۸۵ و در دوران نبرد بازورث فیلد روی می‌دهد و در آن، شخصیت‌ها، داستان و بازیگران تغییراتی نسبت به نسخهٔ آزمایشی اولیه دارد.